# 小行星5257
小行星5257（英語：5257）是一颗围绕太阳公转的小行星。1988年9月14日，舒爾特·巴斯在托洛洛山发现了此天体。
这颗小行星的绝对星等为86.52694等。小行星5257以希臘神話的人物勞格努斯命名。